# Clarence Callender
Clarence Callender, född den 16 november 1961 i East Ham, Storlondon, är en brittisk friidrottare inom kortdistanslöpning.
Han tog OS-silver på 4 x 100 meter stafett vid friidrottstävlingarna 1988 i Seoul. 